# Thornhaugh Russell bárója
A Thornhaugh Russell bárója cím az angol főnemesség része. 1603-ban hozták létre William Russell, angol katonai vezető számára, aki Francis Russell, Bedford 2. grófjának negyedik fia volt. Fia 1627-ben örökölte a Bedford grófja címet, és azóta a bárói cím a grófi címhez kapcsolódik.

## Thornhaugh Russell bárók
William Russell, Thornhaugh 1. Russell bárója
William Russell (~1558 – 1613. augusztus 9.) az oxfordi Magdalen College-ban tanult. 1581-ben Írországban lovaggá ütötték, majd 1585-ben lovassági altábornagya lett. Részt vett az 1586-os zutpheni csatában, majd 1587-ben a németalföldi Vlissingen erődjének kormányzója lett. 1594 és 1597 között Írország helytartója, alkirálya volt, 1599-ben pedig Nyugat-Anglia katonai parancsnokaként szolgált a spanyol invázió fenyegetésének idején. 1603. július 21-én emelték Thornhaugh Russel bárójává. 1585. február 13-án vette feleségül Elizabeth Longot. 
Francis Russell (1593–1641), Thornhaugh 2. Russell bárója, 1627-től Bedford 4. grófja
innen lásd Bedford hercegei.
- John Russell (1485–1555),  Bedford 1. grófja ∞ Anne Sapcote (1489–1559)
  - Francis Russell (1527–1585),  Bedford 2. grófja
    - Elizabeth Russell (1558–1605)[m 2] ∞ William Bourchier (1557–1623)[m 3],  Bath 3. grófja
    - Anne Russell (1548–1604)[m 4] ∞ Ambrose Dudley (1520–1590)[m 5],  Warvick 1. grófja
    - Francis Russell (1553–1585)[m 6]
      - Edward Russell (1572–1627),  Bedford 3. grófja ∞ Lucy Harington (1581–1627)

    - William Russell (1553–1613),  Thornhaugh 1. Russel bárója ∞ Elizabeth Long (~1562–1611)
      - Francis Russell (1587–1641),  Thornhaugh 2. Russel bárója, majd  Bedford 4. grófja ∞ Catharine Brydges (1580–1656)